# Il meglio di Roald Dahl
Il meglio di Roald Dahl (The Best of Roald Dahl) è una raccolta di 25 racconti di Dahl già editi. La prima edizione è del 1978, pubblicata dalla casa editrice Vintage Books.

## I racconti
- Madame Rosette (Madame Rosette) (da Over to You: Ten Stories of Flyers and Flying)
- La Scommessa (Man from the South) (da Someone like You)
- La macchina dei suoni (The Sound Machine) (da Someone Like You)
- Palato (Taste) (da Someone Like You)
- Un Piccolo Tuffo (Dip in the Pool) (da Someone Like You)
- Pelle (Skin) (da Someone Like You)
- Liszt (Edward the Conqueror) (da Kiss Kiss)
- Cosciotto d'agnello (Lamb to the Slaughter) (da Someone Like You)
- Il Comandone (Galloping Foxley) (da Someone Like You)
- L'ascesa al cielo (The Way Up to Heaven) (da Kiss Kiss)
- Il diletto del pastore (Parson's Pleasure) (da Kiss Kiss)
- L'affittacamere (The Landlady) (da Kiss Kiss)
- William e Mary (William and Mary) (da Kiss Kiss)
- Mrs. Bixby e la pelliccia del colonnello (Mrs. Bixby and the Colonel's Coat) (da Kiss Kiss)
- Pappa Reale (Royal Jelly) (da Kiss Kiss)
- Caro Padre (Georgy Porgy) (da Kiss Kiss)
- Genesi e Catastrofe (Genesis and Catastrophe) (da Kiss Kiss)
- A proposito di maiali (Pig) (da Kiss Kiss)
- L'Ospite (The Visitor) (da Switch Bitch)
- Il cane di Claud (Claud's Dog (The Ratcatcher, Rummins, Mr. Hoddy, Mr. Feasy, Champion of the World)) (da Kiss Kiss)
- The Great Switcheroo
- Il Bambino che parlava con gli Animali (The Boy Who Talked with Animals)
- Il passaggio (The Hitchhiker)
- La Straordinaria Storia di Henry Sugar (The Wonderful Story of Henry Sugar)
- Il libraio che imbrogliò l'Inghilterra (The Bookseller)

## Edizioni
- Vintage Books, 1978, USA
- Michael Joseph, 1983, Gran Bretagna